# Устименко, Юрий Кириллович
Юрий Кириллович Устименко (род. 23 апреля 1981, Ленинградская область, РСФСР, СССР) — эстонский серийный убийца, гражданин России, совершивший совместно с сообщником 21-летним Дмитрием Медведевым серию из как минимум 7 убийств на территории Эстонии и Латвии в период с февраля по май 2002 года. Помимо этого, со своими сообщниками Медведевым и 22-летним Валентином Олейниковым Устименко совершил несколько ограблений. В 2004 году на территории Эстонии Юрий Устименко был признан виновным по всем пунктам обвинения и получил пожизненное лишение свободы. Являлся сокурсником и близким другом Андрея Телепина, создавшего преступное формирование, орудовавшее на территории Санкт-Петербурга, занимавшееся грабежами, разбоями и убийствами в 2001 году.

## Биография

### Детство и юность
Юрий Устименко родился 23 апреля 1982 года на территории Ленинградской области. Имел брата. Отец Юрия ушел из семьи в начале 1990-х годов, вследствие чего воспитанием Юрия занималась в основном мать. Детство и юность Юрий провел в социально неблагополучной обстановке. Обладая астеническим телосложением и невысоким ростом — в школьные годы Устименко подвергался нападкам со стороны других учеников и имел репутацию социального изгоя. Будучи школьником Юрий много времени вынужден был проводить с одним из своих родственников, который подвергал Юрия агрессии и оказал в целом сильное негативное влияние на его психику, вследствие чего у него развился комплекс неполноценности. В свободное от учёбы время Юрий увлекался чтением. Ближе к окончанию школы Устименко заработал репутацию высокоинтеллектуального и начитанного человека. Впоследствии он заявлял, что его любимыми писателями являются Саббатини, Виктор Гюго, Мамин-Сибиряк, Померанцев, Николай Островский. А из поэтов — Шиллер, Гёте, Лермонтов, Маяковский. Юрий Устименко много читал и досконально знал период истории СССР времен Иосифа Сталина и позиционировал себя как патриота. Знакомые Устименко впоследствии отмечали, что Юрий отлично владел предметом разговора — и в качестве аргументов приводил всегда факты и цифры, которые всегда могли убедить собеседника в его правоте. После окончания школы в 1999 году, Устименко переехал в Санкт-Петербург, где поступил в престижный «Петербургский военно-морской институт им. Петра Великого», где познакомился с сокурсником Дмитрием Медведевым, который вскоре стал его близким другом. В этот период среди курсантов образовалась преступная группа, лидером которой стал один из однокурсников Устименко — Андрей Телепин по прозвищу «Телепат». С марта по октябрь 2001 года банда Телепина совершила 5 жестоких убийств на территории Санкт-Петербурга. Дело имело большой общественный резонанс. Устименко, Дмитрий Медведев и их друг Валентин Олейников состояли в знакомстве с Андреем Телепиным, входили в ближайший круг его окружения и по версии следствия были осведомлены о совершении им преступлений, хотя непосредственного участия в них никогда не принимали. Об этом свидетельствовал сам Телепин после своего ареста.

Из показаний Андрея Телепина:
У меня был определенный круг лиц, с кем я общался. С тем же Медведевым, с тем-же Устименко...Там были еще товарищи, но остальные просто были - серая масса, не знаю, не смог с ними общаться...
Юрий Устименко впоследствии утверждал, что в середине 2001 года одолжил Телепину крупную сумму денег, когда тот оказался в трудном материальном положении. Осенью 2001 года, когда Телепин и его сообщники были объявлены в розыск, из «Петербургского военно-морского института им. Петра Великого» дезертировал Валентин Олейников, которому удалось перебраться на территорию Эстонии и скрыться от внимания правоохранительных органов России в городе Силламяэ. Устименко и Медведев последовали совету Олейникова и через несколько дней после его побега также дезертировали из военно-морского института. 29 сентября они ушли в увольнительную, но к назначенной дате — 1 октября назад в институт не вернулись. Они сумели добраться до государственной границы с Эстонией, где в ночь на 7 октября 2001 года, переплыли границу в районе Нарва между электростанцией и крепостью и нелегально перебрались на территорию Эстонию, где вскоре совершили серию убийств. Для того чтобы переплыть реку, Устименко и Медведеву пришлось применить навыки, полученные в военно-морском институте. Надев ласты и маски, они покрыли свои тела чёрной краской, чтобы быть незаметными ночью в воде и тщательно намазали свои тела жиром в целях предупреждения переохлаждения. Вскоре против них было возбуждено уголовное дело о самовольном оставлении воинской части и военная прокуратура объявила их в розыск.

### Серия убийств
Юрий Устименко впоследствии заявил, что они с Медведевым первоначально предполагали отсидеться в Эстонии до окончания суда над Андреем Телепиным, а затем вернуться в Россию и восстановиться в «Петербургском военно-морском институте им. Петра Великого». Однако по словам Устименко, они вскоре решили не возвращаться в Россию, так как Валентин Олейников внушал им мысль, что они подвергнут себя смертельной опасности, если вернутся в Санкт-Петербург, так как судебный процесс над бандой Телепина продолжался, а в газетах описывались совершенные членами бандами жестокие преступления. Оказавшись на территории Эстонии, Устименко и Медведев перебрались в Силламяэ, где проживал Олейников. Вскоре они стали испытывать материальные трудности. На протяжении нескольких месяцев Дмитрию Медведеву и Юрию Устименко оказывал материальную помощь Валентин Олейников, однако в начале 2002 года он вскоре сам стал испытывать материальные трудности, после чего Устименко и Медведев не сумев устроиться на постоянную работу из-за отсутствия документов, решили заняться криминальным промыслом.
Первое преступление они совершили 18 марта 2002 года на территории Таллина. В 4:24 утра по местному времени возле дома, расположенного по адресу Роозикранци 8а, Устименко и Медведев взорвали ранее заложенную ими бомбу. Четыре минуты спустя взорвалась ещё одна, повредив витрину одного из магазинов и выбив около 40 окон. В результате взрывов было ранено два человека. Прибывшие сотрудники службы спасения обнаружили ещё три бомбы, которые по техническим причинам не взорвались. Одна из бомб была заложена у двери и окна магазина охотничьих товаров под названием «Jagdwelt». В результате взрыва витрина охотничьей лавки разлетелась на части. Проникнув в лавку, Устименко и Медведев похитили два ружья и несколько десятков патронов к ним, которые впоследствии были использованны для последующих убийств. Все найденные взрывчатые устройства находились в коробках, на которых Устименко сделал надпись «Predator (Хищник)», благодаря чему СМИ и полиция впоследствии дали Юрию прозвище «Русский хищник)».
29 марта 2002 года около 21:00 Юрий Устименко застрелил 45-летнего таксиста прицельным выстрелом в голову на Филтри-роуд в Таллинне. Добычей преступников стали 200 крон и старый мобильный телефон. Через два дня, 31 марта в 19:45 Устименко и Медведев явились в один из магазинов на территории города Тарту. В магазине Устименко застрелил из ружья выстрелом в голову 51-летнюю продавщицу по имени Галина. Из кассы магазина Медведев и Устименко похитили около тысячи крон.
В начале апреля 2002 года Устименко и Медведев вернулись в Силламяэ, где обратились за материальной помощью к Валентину Олейникову, который отказал им и пригрозил тем, что обратиться в полицию, если Юрий и Дмитрий ещё раз окажутся возле его дома. Согласно показаниям Устименко, они на следующий день с целью устранения свидетелей своих преступлений — выманили Валентина из дома и застрелили его. Труп Олейникова Устименко похоронил на окраине Силламяэ в лесистой местности. Следующей жертвой Устименко стал житель Силламяэ, приятель Олейникова по имени Василий Зудин. Зудин страдал наркотической зависимостью и согласно свидетельствам Юрия — пребывал в осведомленности того факта, что Устименко и Медведев находятся в розыске на территории России и находятся в Эстонии на нелегальном положении. Согласно показаниям Устименко, после исчезновения Валентина Олейникова, Зудин стал шантажировать их и вымогал с них деньги, угрожая в случае отказа обратиться в полицию. Осознав, что Василий представлял реальную опасность, 7 апреля 2002 года Устименко и Медеведев заманили Зудина на окраину города, где Юрий его хладнокровно застрелил.
11 апреля в 14:50 в центре Тарту Устименко и Медведев совершили нападение на 22-летнюю Реэлику Радсалу, продавщицу одного из продуктовых магазинов. Выстрелив девушке в голову, Устименко похитил из кассы магазина 700 крон и забрал у жертвы мобильный телефон. Пострадавшая смогла доползти до соседнего магазина, сотрудники которого пзвонили в службу спасения. Девушке была оказана медицинская помощь и впоследствии она сумела выжить.
Очередное убийство Юрий Устименко совершил 24 апреля 2002 года на территории города Силламяэ. Жертвой Юрия стал 24-летний Анатолий Бахматов, работник фруктового склада, который в тот день доставлял выручку в банк. Убив Бахматова, Устименко выстрелил в голову бухгалтеру фруктового склада — 36-летней Елене Зуевой, котора впоследствии оправилась от полученного ранения и смогла выжила. Добычей преступников в ходе нападения стали более 50 000 крон.
3 мая того же года около 9:30 на территории Таллинна Устименко и Медведев ворвались в охотничьий магазин, где застрелили его 25-летнего владельца по имени Индрек. Из магазина преступники похитили коробку патронов.
Во время совершения преступлений Устименко и Медведев в бытовой жизни не отличались осторожностью. Будучи сторонниками расточительного образа жизни, Юрий и Дмитрий после появления денег стали посещать дорогие магазины, покупать дорогую одежду, передвигаться исключительно на такси, питаться только в барах и дорогих ресторанах. Во время проживания на территории Эстонии, Устимено и Медведев познакомились с представителями местной молодежи, на которых в целом произвели благоприятное впечатление. Так как Юрий и Дмитрий нигде не работали, но постоянно были замечены с крупными суммами денег, они быстро привлекли внимание правоохранительных органов. На основании свидетельских показаний, правоохранительные органы Эстонии вскоре создали фотороботы подозреваемых, которые очень хорошо соответствовали Юрию Устименко и Дмитрию Медведеву.
С целью избежать ареста, преступники решили покинуть Эстонию и рано утром 5 мая 2002 года пересекли границу с Латвией на территории приграничного города Валка, но были замечены сотрудниками пограничной службы Латвии. Во время проверки документов, Устименко и Медведев оказали сопротивление и попытались сбежать. В ходе неё Дмитрий Медведев убил капрала полиции Айгарса Курпниекса, а двум его напарникам Эрику Зандерсу и Сандрису Яцино нанес огнестрельные ранения различной степени тяжести. Несмотря на это, Зандерс и Яцино смогли в ходе ответного огня застрелить Медведева, в то время как Юрию Устименко удалось скрыться. В ходе поисков местонахождение Устименко обнаружить не удалось, после чего правоохранительные органы Латвии, Эстонии и ряда других стран разработали масштабную поисковую операцию под названием «Сеть» с участием вертолётов и кинологов с собаками, в ходе которой сотрудники правоохраниетльных органов проверили несколько тысяч автомобилей и людей. Фотография Устименко была опубликована во многих европейских газетах. В начале мая Устименко был замечен на территории Литвы. Ему удалось тайно пересечь государственную границу Литвы и Польши, после чего он появился в городе Сейны и сел в автобус, но его поведение показалось подозрительным местным жителям, которые обратились в полицию.

### Арест, следствие и суд
Юрий Устименко был арестован 10 мая 2002 года на территории Польши в городе Сувалки, расположенном на расстоянии 20 километров от государственной границы. Во время ареста Юрий назвался Ильёй Хабаровым и заявил, что направляется во Францию с целью поступления во «Французский Иностранный легион». Во время ареста у него изъяли пистолет фирмы «Вальтер» калибра 9 мм. После установления личности Юрия Устименко ему было предъявлено обвинение в незаконном пересечении границы и ношении оружия без соответствующего разрешения. В ходе судебного процесса Юрий был признан виновным и получил в качестве уголовное уголовного наказания 7 месяцев лишения свободы. Помимо оружия, у Юрия во время ареста был изъят его личный дневник, который впоследствии был приобщен к уголовному делу в качестве косвенной улики его причастности к совершению убийств. На двух страницах дневника были вклеены детальные карты Эстонии и её столицы Таллинна. На карте города кружком обведено место на улице Роозикрантси, где произошел взрыв, организованный Устименко и Медведевым с целью добыть себе оружие. На многих страницах дневника Юрий аккуратно вклеил фотографии его любимых музыкальных групп, среди которых фигурировали «Nautilus Pompilius» и «БИ-2», песни которых вошли в саундтрек к фильму Брат-2, большим поклонником которого являлся Устименко. Помимо этого в дневнике были фотографии около 60 знаменитых личностей, живших в разные исторические эпохи, в том числе фотографии Адольфа Гитлера, Юрия Гагарина, Владимира Высоцкого. На одной из фотографий были изображены башни Всемирного торгового центра в момент попадания самолётов в них в ходе террористическмх актов 11 сентября. В ходе допроса, Устименко заявил, испытывает патологическую ненависть к США и евреям. Помимо фотографий, страницы дневника Юрия были исписаны цитатами знаменитых людей минувших эпох, таких как Георгий Жуков, Оноре де Бальзак, Эрнест Хемингуэй и других. Из записей Юрия в дневнике следовало, что он состоял в банде своего однокурсника по военно-морскому институту Андрея Телепина, однако впоследствии доказательств этому найдено не было.
Сразу же после его ареста, правительство Эстонии начало переговоры с правительством Польши о его экстрадиции в Эстонию для проведения судебного процесса по обвинению в совершению убийств и ограблений. Пододные запросы направили в Польшу правительства России и Латвии. В России ему собирались предъявить обвинение в самовольном оставлении Военно-морского института, а в Латвии — обвинение в посягательстве на жизнь сотрудников правоохранительных органов. В конечном итоге, правительство Польши приняло решение экстрадировать Устименко на территорию Эстонии, куда он был возвращен под конвоем 13 ноября 2002 года. В ходе предварительного расследования Устименко выразил полное согласие сотрудничать со следствием и на первых этапах активно способствовал раскрытию преступлений. Помимо признательных показаний, Устименко принял участие в нескольких следственных экспериментах, целью которых было воспроизведение опытным путём действий, обстановки и других обстоятельств, связанных с убийствами. На одном из них Устименко показал следователям место захоронения Валентина Олейникова. В конечном итоге Юрию Устименко было предъявлено обвинение в совершении 5 убийств. 2 убийства по версии совершил Дмитрий Медведев. В октябре 2003 года Центральная криминальная полиция Эстонии завершила расследование уголовного дела и в начале ноября того же года передала дело в суд. Объём дела составлял 2500 страниц. Судебный процесс открылся в начале 2004 года. Во время судебных заседаний Устименко неожиданно отказался от своих признательных показаний, свою вину не признал и заявил, что все убийства в действительности совершил его сообщник Дмитрий Медведев. Тем не менее, Таллинский городской суд посчитал вину Устименко в инкриминируемых ему действиях полностью доказанной. Приговор Юрию Устименко составлял 88 страниц. Чтение приговора растянулось на два дня, что явилось первым подобным прецедентом в истории Эстонии. 17 марта 2004 года судья Анна Эннок зачитала приговор Устименко и назначила ему уголовное наказание в виде пожизненного лишения свободы с правом подачи ходатайства на условно-досрочное освобождение в 2032 году. Помимо этого суд удовлетворил в отношении Устименко гражданский иск, обязав его по решению суда выплатить компенсацию Эстонскому государству материальный ущерб в размере 1,5 млн крон (около 100 тысяч евро). Во время вынесения приговора Юрий Устименко стал 32-м осужденным, приговоренным в Эстонии к пожизненному заключению и самым молодым.
Помимо доказанных убийств следствием, Юрий Устименко остался основным подозреваемым в совершении ещё как минимум 2 убийств. Устименко подозревался в совершении убийств бывших одногруппников по военно-морскому институту — Руслана Нукреева и Дмитрия Зелинского. По данным следствия Нукреев и Зелинский нелегально перебрались на территорию Эстонии в апреле 2002 года по договоренности с Устименко и Медведевым, после чего пропали без вести. Труп Нукреева был обнаружен на берегу реки Нарова в конце мая 2002 года и был опознан его отцом, в то время как местонахождение Дмитрия Зелинского или его останков так никогда и не было установлено. По версии следствия, Устименко и Медведев планировали совместно с бывшими сокурсниками создать вооруженную банду, но о чём-то не договорились, после чего между ними возник конфликт, в ходе которого Юрий Устименко застрелил несостоявшихся сообщников, однако сам Юрий в ходе расследования заявил о своей непричастности к совершению убийства Нукреева и исчезновению Зелинского.

### В заключении
После осуждения Устименко был этапирован для отбытия уголовного наказания в «Тартускую тюрьму», которая на тот момент по условиям содержания являлась одной из лучших тюрем на территории Восточной Европы. Находясь в заключении в разные годы Юрий Устименко подал против администрации тюрьмы и различных чиновников несколько абсурдных исков.
В начале 2016 года Юрий Устименко подал ходатайство о его передачи Российским властям с целью продолжения отбытия уголовного наказания в российских тюрьмах, однако его ходатайство министр юстиции Эстонии Урмас Рейнсалу 18 мая 2016 года отклонил. В начале февраля 2017 года Устименко обратился с жалобой в Тартуский административный суд, требуя признать незаконным приказ министра юстиции Урмаса Рейнсалу об отклонении его ходатайства, однако жалоба Уситименко также была отклонена.

Урмас Рейнсалу впоследствии так прокомментировал ситуацию с ходатайством Устименко

«Причина моего отказа была однозначной: согласно российскому законодательству, он как минимум в теории может получить более легкую возможность выйти на свободу»
В том же 2016 году, Устименко подал в суд на администрацию Тартуской тюрьмы и потребовал компенсации нематериального ущерба в размере 1000 евро. В своем иске Юрий утверждал, что в течение двух недель он находился в камере с заключенным, с которым у него был постоянный вербальный конфликт. Однако Тартуский административный суд 30 сентября 2016 года отклонил его иск, так как пришел к выводу, что содержание Устименко с этим заключенным в одной камере не было незаконным. Помимо суд подчеркнул, что за время совместного проживания ни Устименко, ни его сокамерник никогда не уведомляли сотрудников тюрьмы о конфликте между ними.
14 февраля 2017 года, на территории тюрьмы Юрий Устименко совершил попытку убийства 50-летнего охранника тюрьмы. В время вечерней переклички Устименко с помощью самодельной заточки нанес удар охраннику в область шеи снизу вверх, стремясь повредить ему сонную артерию. Охранник смог вовремя оказать сопротивление Устименко и отделаться только ссадинами и резаными ранами. 6 мая 2019 года Тартуский уездный суд признал его виновным по всем пунктам обвинения и приговорил его к дополнительным 9 годам лишения свободы. Новое уголовное наказание было покрыто ранее назначенным ему уголовным наказанием в виде пожизненного лишения свободы, но согласно Эстонскому законодательству, это решение суда о назначении ему 9 лет лишения свободы скажется на возможности его досрочного освобождения в будущем. Совместно с Устименко, Тартуский уездный суд признал виновным в подстрекательстве и инструктировании Устименко другого заключенного — 56-летнего Николая Лиличкина. Суд назначил ему уголовное наказание в виде 8 лет, 2 месяцам и 19 дням лишения свободы. Лиличкин, отбывавший восемь лет лишения свободы должен был выйти на свободу в конце мая 2019 года, если бы его роль в попытке убийства охранника не была доказана в суде. По версии следствия в период с 27 августа 2015 года по 14 февраля 2017 года Лиличкин и Устименко общались между собой посредством канализации. Кроме этого Юрию были предъявлены обвинения в угрозах убийством ещё двум охранникам, которым он угрожал в период с 19 ноября по 4 декабря 2017 года, причинении ожогов I и II степени 21 июня 2015 года одному из заключенных, коглда он плеснул ему в лицо кипятком из кружки, избиении другого заключенного 23 января 2017 года, и в серьёзном нарушении общественного порядка, когда он 25 октября 2016 года позвонил с тюремного телефона в полицию и сообщил, что в здании Министерства Юстиции Эстонии заложена бомба. Несмотря на то, что полиция быстро установила местоположение телефона, откуда был совершен исходящий звонок и личность звонившего, Министерство Юстиции Эстонии было эвакуировано, а здание было обследовано сотрудниками правоохранительных органов и кинологами с собаками, которые никакого взрывного устройства не обнаружили.
В ноябре 2018 года стало известно, что находясь в тюрьме Юрий Устименко приблизительно в 2016 году женился на гражданке России.
В конце 2018 года за многочисленные правонарушения Устименко был подвергнут дисциплинарным взысканиям и был помещен в карцер. Отбыв в карцере несколько месяцев, в 2019 году он подал очередной судебный иск против администрации Тартуской тюрьмы, утверждая что его пребывание в карцере было незаконным и несколко месяцев пребывания в нём подорвали его физическое и психическое здоровье. Однако в декабре 2019 года Тартуский окружной суд отклонил иск.
После этого Устименко продолжил судиться с Министерством Юстиции Эстонии, требуя перевода его под юрисдикцию, правовую и социальную защиту Российского государства с возможностью продолжить отбывать уголовное наказание в одной из тюрем России, однако 30 ноября 2021 года, Тартуский административный суд не удовлетворил иск Юрия Устименко, в котором он требовал обязать министерство Юстиции выдать ему документы и передать его сотрудникам посольства России.

## Общественная реакция
Разоблачение банды Андрея Телепина и совершение преступлений Юрием Устименко вызвало в России общественный резонанс. Руководство военно-морского института и офицерский состав попытались объяснить причины того, как курсанты одного из самых уважаемых военно-морских высших учебных заведений Санкт-Петербурга могли оказаться преступниками и убийцами.

Один из офицеров Военно-морского института так прокомментировал ситуацию

В свое время, когда под моим началом было полторы сотни курсантов, на каждого из них я старался добыть ориентировку из милиции, психоневрологического диспансера и так далее. Сейчас не хватает офицеров, воспитателей. Кто хотел бы работать - не может, квартиры в Петербурге нет. И еще другое: как нам их воспитывать? На чем? Мы говорим им: любите Родину, любите Родину - и что дальше? Здесь есть еще один серьезный момент так называемого блата. Иногородний молодой человек, желающий учиться в Питере, в гражданском вузе будет платить за общежитие, получать мизерную стипендию. В военном вузе он на довольствии и при обмундировании плюс та же стипендия на руки. И вот по всевозможным военно-блатным каналам пристраивают ребятишек
.

## В массовой культуре
- Документальный фильм «Курс смерти» из цикла «Честный детектив» (2005)